# Zinaida Sendriūtė
Zinaida Sendriūtė (* 20. Dezember 1984 in Skuodas, Litauische SSR, UdSSR) ist eine litauische Diskuswerferin.

## Sportliche Laufbahn
Erste internationale Erfahrungen sammelte Zinaida Sendriūtė im Jahr 2003, als sie bei den Junioreneuropameisterschaften in Tampere mit einer Weite von 47,12 m den siebten Platz belegte. 2005 erreichte sie bei den U23-Europameisterschaften in Erfurt mit 52,78 m Rang sechs und im Jahr darauf nahm sie erstmals an den Europameisterschaften in Göteborg teil, schied dort aber mit 53,22 m in der Qualifikation aus. 2008 qualifizierte sie sich für die Teilnahme an den Olympischen Spielen in Peking, verfehlte dort mit 54,81 m aber einen Finaleinzug. 2009 belegte sie bei der Sommer-Universiade in Belgrad mit einem Wurf auf 55,65 m Platz sieben und schied anschließend bei den Weltmeisterschaften in Berlin mit 54,55 m in der Qualifikation aus. Im Jahr darauf erreichte sie bei den Europameisterschaften in Barcelona das Finale und belegte dort mit 60,70 m den fünften Platz.
2011 gewann sie bei den Studentenweltspielen in Shenzhen mit einer Weite von 62,49 m die Silbermedaille hinter der Polin Żaneta Glanc und erreichte anschließend bei den Weltmeisterschaften im südkoreanischen Daegu mit 57,30 m Rang elf. Im Jahr darauf schied sie bei den Europameisterschaften in Helsinki mit 53,97 m in der Qualifikation aus und erreichte anschließend bei den Olympischen Spielen in London das Finale, in dem sie mit 61,68 m auf Rang acht landete. 2013 belegte sie bei den Weltmeisterschaften in Moskau mit 62,54 m den neunten Platz und im Jahr darauf wurde sie bei den Europameisterschaften in Zürich mit 57,92 m im Finale Zehnte.
2015 schied sie dann bei den Weltmeisterschaften in Peking mit 60,33 m in der Qualifikation aus. Im Jahr darauf erreichte sie bei den Europameisterschaften in Amsterdam mit 56,17 m Rang 13 und belegte anschließend bei ihren dritten Olympischen Spielen in Rio de Janeiro mit 61,89 m im Finale den zehnten Platz. 2017 gelangte sie bei den Weltmeisterschaften in London bis in das Finale, brachte dort aber keinen gültigen Versuch zustande.
In den Jahren 2003, von 2005 bis 2008 und von 2010 bis 2017 wurde Sendriūtė litauische Meisterin im Diskuswurf.